# Takács Mari
Takács Mari (Budapest, 1971. december 4. –) magyar grafikus, gyermekkönyv-illusztrátor.

## Élete
A Képző- és Iparművészeti Szakközépiskola, majd a Kirakatrendező és Dekoratőr Iskola elvégzése után a Moholy-Nagy Művészeti Egyetemen tipográfusként végzett 1997-ben.
Tíz évig dolgozott művészeti vezetőként Magyarország egyik vezető reklámügynökségénél.
Illusztrátori karrierjét 2002-ben kezdte. Az általa illusztrált könyvek közül többet francia, német, török és lengyel nyelvre is lefordítottak.
Négyszer nyerte el a Szép Magyar Könyv verseny díját: a Friss tinta! című gyermekvers-gyűjteménnyel 2005-ben, Tótfalusi István Meseország lakói című könyvének illusztrálásával 2008-ban, Tóth Krisztina „Londoni mackók” című verses kötetéért 2013-ban és Lanczkor Gábor „Gúfó a fák ünnepén” című mesekönyvével 2016-ban. Kovács András Ferenc Hajnali csillag peremén című verseskötetének illusztrációjáért 2007-ben magyar IBBY-díjat (Év Gyermekkönyve díj) kapott, Bagossy László A sötétben látó tündér című könyvének illusztrálásáért pedig megkapta az Oktatási és Kulturális Minisztérium alkotói különdíját is.
2014-ben meghívásra Magyarországot képviselte a berlini Viva literatura! Festival of Children’s Literatures from Central and Eastern Europe” rendezvényen, kiállításon.

## Illusztrátori munkái
- Solti Gyöngyi: Nem beszélünk róla. Csimota, 2024
- Takács Mari: Arno. Csimota, 2023
- Gimesi Dóra: Emma csöndje. Pagony, 2022
- Dávid Ádám: Huzatsárkány a várban. Csimota, 2022
- Mai szerzők meséi: Tengerecki. Cerkabella, 2021
- Takács Mari: Bingaminga és Morfió. Csimota, 2021
- Takács Mari: Bingaminga és a babkák. Csimota, 2020
- Lanczkor Gábor: Gúfó a csillagok között. Csimota, 2018
- Lanczkor Gábor: Gúfó a boszorkányszombaton. Csimota, 2017
- Lanczkor Gábor: Gúfó a fák ünnepén. Csimota, 2016
- Lanczkor Gábor: Gúfó és a gombák. Csimota, 2016
- Mai szerzők állatos antológiája: Parti Medve. Cerkabella, 2016
- Takács Mari: Piroska és a Nagy Mágus. Budapest Csimota, 2015
- Pungor András: Kárókaresz és Angyalandi. Budapest : Pagony, cop. 2014
- Tóth Krisztina: A londoni mackók. Budapest : Csimota, 2013
- Szakács Eszter: Tulipánháború : mesék Habakuk királyfiról. Budapest : Pagony, cop. 2011
- Bátky András: Mirka, avagy hogyan kell szeretni. Budapest : General-Press Kiadó, 2012
- Bagossy László: A sötétben látó tündér : mesebeszéd. Budapest : Pagony, cop. 2009
- Finy Petra: A Fehér Hercegnő és az Aranysárkány. Budapest : Csimota, 2009
- Alan Alexander Milne (ford. Borbás Mária, N. Kiss Zsuzsa): Holnemvolt. Budapest : Móra, 2008
- Tótfalusi István: Meseország lakói. Budapest : General Press, [2008]
- Kovács András Ferenc: Hajnali csillag peremén. Budapest : Magvető, 2007
- Boldizsár Ildikó (vál. és átdolg.): Mesék az élet csodáiról. Budapest : Reader's Digest, 2005
- Banyó Péter et al. (szerk.): Friss tinta! : mai gyerekversek. Budapest : Pozsonyi Pagony : Csimota, 2005

## Látványtervei
- A 3 kismalac és a farkasok (bemutató: 2008. október 19. Hepp Trupp)
- Hófehérke (bemutató: 2010. március 14. Bóbita Bábszínház)

## Díjak
- Szép Magyar Könyv díj (2005, 2008, 2013, 2016)
- magyar IBBY-díj (Év Gyermekkönyve díj) (2007)
- Oktatási és Kulturális Minisztérium alkotói különdíja